# حرفه رسانه‌ای دونالد ترامپ

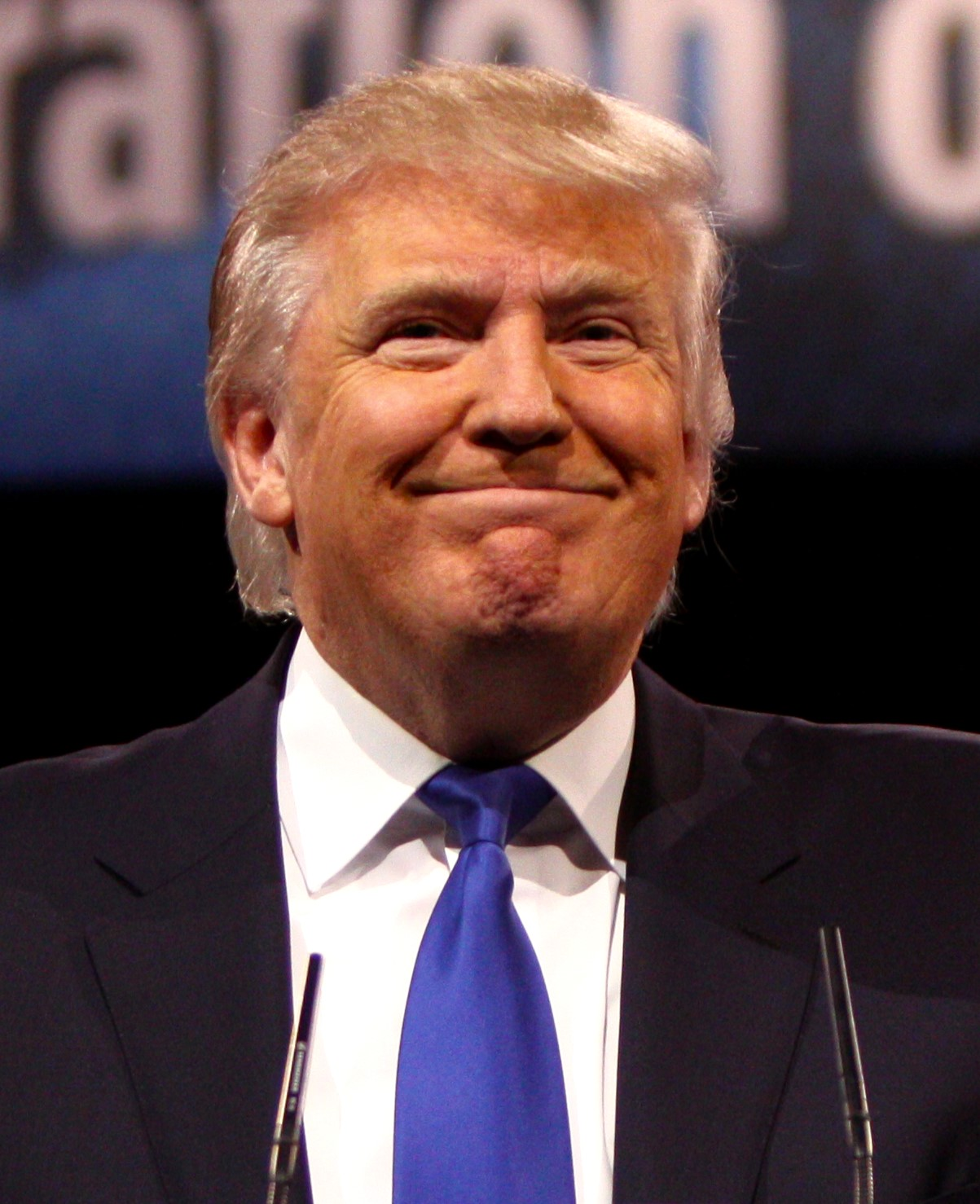
ترامپ در سال ۲۰۱۳

دونالد ترامپ، چهل و پنجمین و چهل و هفتمین رئیس‌جمهور ایالات متحده آمریکا قبل از اینکه در سال ۲۰۱۵ نامزد انتخابات ریاست جمهوری شود، در طول حرفه تبلیغاتی خود در زمینه املاک و مستغلات و حضور پربار خود در تلویزیون، به دنبال شهرت بود. سبک زندگی مرفه، رفتار صریح و نقش آفرینی او در برنامه تلویزیونی کارآموز (پخش شده از شبکه ان‌بی‌سی)، او را برای نزدیک به نیم قرن به یک چهره عمومی شناخته شده در زندگی آمریکایی تبدیل کرده است.
ترامپ چندین کتاب (سایه‌نویس) منتشر کرد که مهمترین آنها هنر معامله (۱۹۸۷) است. از دهه ۹۰ میلادی، او مهمان ثابت برنامه هاوارد استرن و سایر برنامه‌های گفتگو بود، بعدها به شرکت کشتی کج و WWE پیوست و در چندین فیلم کوتاه و تلویزیونی نیز ظاهر شد. از سال ۲۰۰۴ تا ۲۰۱۵، ترامپ مجری برنامه تلویزیونی کارآموز بود، برنامه‌ای که از شبکه ان‌بی‌سی پخش میشد که در آن شرکت کنندگان بر سر کارهای مربوط به تجارت با هم رقابت می کردند. او بعداً مجری برنامه تلویزیونی کارآموز ستارگان شد که در آن افراد مشهور برای کسب درآمد برای خیریه‌ها با هم رقابت می‌کردند.
بخاطر فعالیت رسانه‌هایی، ترامپ دو بار نامزد جایزه امی شده است، او به عنوان نسخه کاریکاتوری از خود در فیلم و سریال های تلویزیونی ظاهر شد (مثلاً  تنها در خانه ۲: گمشده در نیویورک، زولندر ، پرستار بچه، شاهزاده تازه بل ایر، نمایش درو کری ، سکس و سیتی روزهای زندگی ما، وال استریت: پول هرگز نمیخوابد) دونالد ترامپ همچنین در بسیاری از نمایش‌ها و فیلم‌هایی که در آن‌ها حضور نداشته است مورد اشاره قرار گرفته است. او سوژه کمدین‌ها (به‌طور برجسته به عنوان سوژه کمدی مرکزی کباب دونالد ترامپ)، هنرمندان کارتون فلش، و هنرمندان کاریکاتور آنلاین بوده است. ترامپ همچنین برنامه رادیویی گفتگوی روزانه خودش را داشت به نام ترامپد.
ترامپ همچنین در تعدادی از تبلیغات تلویزیونی پیتزا هات ظاهر شد. اولین مورد از این تبلیغات در سال ۱۹۹۵ در ایالات متحده پخش شد و او و همسر سابقش ایوانا ترامپ را در حال تبلیغ پیتزاهای Stuffed Crust بودند. دومین مورد از این تبلیغات در سال ۲۰۰۰ در بازار استرالیا پخش شد و برای پیتزاهای بزرگ "نیویورکر" بود. در سال ۲۰۰۲، ترامپ در سه آگهی تبلیغاتی مک دونالد حاضر شد که برای آن پانصد هزار دلار دستمزد دریافت کرد.
برندهای دیگری که ترامپ در تبلیغات برای آنها ظاهر شد عبارتند از پپسی، میسیز، اوریو، سرتا، ورایزن کامیونیکیشنز و ویزا کارت. ترامپ همچنین در تبلیغات محصولات خود مانند Trump: The Game و Trump Steaks حضور داشته است و صدای خود را نیز برای بازی ویدیویی اکتیویژن یعنی Donald Trump's Real Estate Tycoon ارائه کرده است. همه این تبلیغات بین ۱۹۸۰ تا ۲۰۱۰ پخش شد.
از زمان شروع فعالیت سیاسی او در سال ۲۰۱۵، به ویژه پیروزی در انتخابات ریاست جمهوری ۲۰۱۶ و اولین تحلیف در ژانویه ۲۰۱۷ ، شهرت شخصی ترامپ تحت تأثیر نقش عمومی او به عنوان رئیس جمهور یا نامزد قرار گرفت.

## کتاب ها
اولین کتاب (سایه‌نویس) ترامپ، هنر معامله (۱۹۸۷) به مدت ۴۸ هفته در فهرست پرفروش ترین های نیویورک تایمز قرار داشت. به گفته نیویورکر "این کتاب شهرت ترامپ را فراتر از شهر نیویورک برد و تصویری از او را به عنوان یک معامله‌گر و سرمایه‌دار موفق ترویج داد." تونی شوارتز که به عنوان یکی از نویسندگان این کتاب شناخته می‌شود، بعداً گفت که تمام نوشته را با حمایت هاوارد کامینسکی، رئیس وقت رندوم هاوس ناشر کتاب انجام داده است. دو خاطرات کمتر دیگر در سال‌های ۱۹۹۰ و ۱۹۹۷ منتشر شد.
در سال ۲۰۲۱ پس از خروج از قدرت، ترامپ اولین رئیس‌جمهور سابق ایالات متحده در چند وقت اخیر بود که معاملات کتاب را تضمین نکرد، کاری که چندین نفر از اعضای دولت او موفق به انجام آن شدند. ترامپ گفت که دو پیشنهاد دریافت کرده اما آن را رد کرده است. اما پولیتیکو گزارش داد که هیچ یک از ناشران «پنج بزرگ» به ترامپ نزدیک نشده‌اند و به دلیل شهرت او به دروغگویی، تمایلی به همکاری با او ندارند.

## کشتی کج
ترامپ از اواخر دهه ۸۰ میلادی رابطه پراکنده‌ای با ترویج کشتی کج و WWE و صاحبان آن وینس و لیندا مک ماهون داشته است. در سال‌های ۱۹۸۸ و ۱۹۸۹، رسلمانیا ۴ و ۵ که در سالن کنوانسیون آتلانتیک سیتی برگزار شد، در خط داستانی عنوان شد که در همان نزدیکی برج ترامپ با نام ترامپ پلازا اتفاق می‌افتد.  در سال ۲۰۰۴، ترامپ برای یک مصاحبه زنده در رسلمانیا ۲۰ که توسط جسی ونتورا، کشتی‌گیر سابق و فرماندار سابق مینه‌سوتا انجام شد، ظاهر شد.
در سال ۲۰۰۷، ترامپ در جدال داستانی «نبرد میلیاردرها» علیه وینس مک ماهون شرکت کرد. سپس ترامپ در آن سال رسلمنیا ۲۳ را تیتر کرد. در سال ۲۰۰۹، ترامپ در داستانی شرکت کرد که در آن دبلیودبلیوئی را از وینس مک ماهون خریداری کرد و پس از مدت کوتاهی دوباره آن را فروخت. در سال ۲۰۱۳ ، او در تالار مشاهیر دبلیودبلیوئی در شاخه مشهور آن معرفی شد.

## تلویزیون و فیلم
صحنه‌های کازینوی فیلم ساحلی برایتون در سال ۱۹۹۲ در استراحتگاه کازینوی ترامپ تاج محل (اکنون هتل هارد راک و کازینو آتلانتیک سیتی) فیلم‌برداری شده است. سناریوی فیلم حول محور فعالیت های یک مامور KGB در ایالات متحده در اطراف یک شیخ می چرخد. عنوان فیلم به آرامی به خیابان دریباسوفسکایا در اودسا، اوکراین اشاره دارد.

### برنامه های گفتگو
از دهه ۹۰ میلادی، وی حدود ۲۴ بار، مهمان برنامه ملی هاوارد استرن بود. ترامپ همچنین برنامه کوتاه رادیویی خودش را داشت به نام ترامپد حدود دو دقیقه در روزهای هفته پخش می‌شد از سال ۲۰۰۴ تا ۲۰۰۸  در سال ۲۰۱۱، او اجرای بدون دستمزد برنامه فاکس و دوستان را بر عهده گرفت که تا زمانی که نامزدی ریاست جمهوری خود را در سال ۲۰۱۵ آغاز نمود، ادامه یافت.

### برنامه تلویزیونی کارآموز

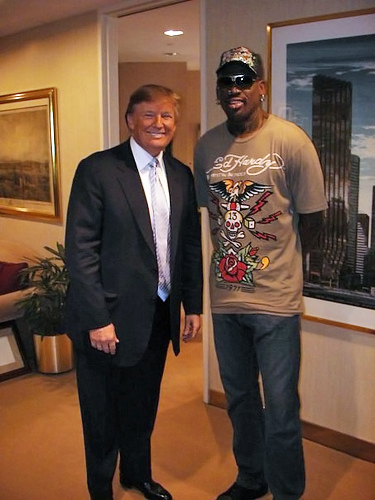
ترامپ با دنیس رادمن برای شاگرد مشهور در سال ۲۰۰۹

در سال ۲۰۰۳، ترامپ یکی از تهیه کنندگان و مجریان برنامه تلویزیونی کارآموز شد که در آن گروهی از رقبا برای یک شغل مدیریتی سطح بالا در یکی از شرکت های تجاری ترامپ مبارزه می کردند. سایر شرکت‌کنندگان به طور متوالی "اخراج" و از بازی حذف می‌شدند. در سال ۲۰۰۴، ترامپ یک درخواست علامت تجاری برای عبارت "شما اخراج شده اید" ثبت کرد.
در سال اول مجموعه، ترامپ برای هر قسمت پنجاه هزار دلار دستمزد می‌گرفت (تقریباً هفتصد هزار دلار برای فصل اول)، اما پس از موفقیت اولیه سریال، گزارش شده بود که او سه میلیون دلار در هر قسمت دستمزد دریافت می‌کرد که او را به یکی از پردرآمدترین شخصیت های تلویزیونی در آن زمان تبدیل کرد. در مجموع، طبق سوابق مالیاتی بازبینی شده توسط نیویورک تایمز در سال ۲۰۲۰، ترامپ در مجموع ۴۲۷ میلیون دلار در زمان میزبانی برنامه خود درآمد کسب کرد که شامل ۱۹۷ میلیون دلار از پرداخت های مستقیم نمایش، و ۲۳۰ میلیون دلار از سمینارهای تجاری، معاملات مجوز و حمایت های مالی مربوط به این برنامه بود، پس از سال ۲۰۱۱، درآمد ترامپ از ۲۱ میلیون دلار به طور قابل توجهی به ۱۱ میلیون دلار کاهش یافت. ترامپ در پیاده‌روی مشاهیر هالیوود به دلیل مشارکتش در برنامه تلویزیونی کارآموز، یک ستاره دریافت کرد.
ترامپ همراه با مارک برنت، برنامه تلویزیونی کارآموز ستارگان را نیز تهیه نمود، جایی که شرکت‌کنندگان سرشناس برای کسب درآمد برای خیریه های خود رقابت می‌کنند. در حالی که ترامپ و برنت با هم تهیه کنندگی این نمایش را بر عهده داشتند، ترامپ در خط مقدم باقی ماند و برندگان را تعیین کرد و بازندگان را "اخراج کرد".

### حضور کوتاه
ترامپ در هشت فیلم و برنامه تلویزیونی حضور کوتاهی داشته است و آهنگی را به عنوان شخصیت گرین آکر به همراه مگان مولالی در پنجاه و هفتمین دوره جوایز پرایم تایم امی در سال ۲۰۰۵ اجرا کرده است. مت دیمون ادعا می‌کند که فهرستی از فیلم‌های کوتاه او به دلیل درخواستی است که به او اجازه می‌دهد در هر فیلمی که یکی از ویژگی‌های او را نشان می‌دهد، نقش آفرینی کند و این صحنه‌ها معمولاً در مرحله پس از تولید قطع می‌شوند.

### عضویت در انجمن بازیگران سینما
ترامپ در سال ۱۹۸۹ به عضویت انجمن بازیگران سینما و فدراسیون هنرمندان تلویزیون و رادیو آمریکا درآمد. در ۱۹ ژانویه ۲۰۲۱، هیئت ملی اتحادیه بازیگران این انجمن به تشکیل یک فرآیند انضباطی برای بحث در مورد اخراج ترامپ به خاطر نقشش در یورش به ساختمان کنگره ایالات متحده در سال ۲۰۲۱  که سایر اعضای این انجمن را به خطر انداخت رای داد. در ۴ فوریه، ترامپ قبل از تشکیل روند انضباطی استعفا داد.
ترامپ در فرم افشای مالی که هنگام ثبت نام کمپین ریاست جمهوری سال ۲۰۲۴ خود باید ارائه می‌کرد، اظهار داشت که در سال ۲۰۲۲ حقوق بازنشستگی SAG بین صدهزار تا یک میلیون دلار و مستمری AFTRA بین پانزده هزار تا پنجاه هزار دلار دریافت کرده است.